# Апостольский нунций в Австралии
Апостольский нунций в Австралийском Союзе — дипломатический представитель Святого Престола в Австралии. Данный дипломатический пост занимает церковно-дипломатический представитель Ватикана в ранге посла. Апостольская нунциатура в Австралии была учреждена на постоянной основе в 1914 году. Её резиденция находится в Мануке, Канберре.
В настоящее время Апостольским нунцием в Австралии является архиепископ Чарльз Дэниэл Бэлво, назначенный Папой Франциском 17 января 2022 года.

## История
Апостольская делегатура Австралии была создана 15 апреля 1914 года, и был переименован в Апостольскую делегатуру в Австралии в 1921 году. С 1919 году в неё были включены все территории Океании, включая Индонезию.
В 1921 году уступила юрисдикцию в отношении Маршалловых Островов, Каролинских островов и Марианских островов Апостольскому делегату Японии, а Гавайские острова Апостольскому делегату Соединённых Штатов Америки и апостольский викариат Гуама апостольскому делегату на Филиппинах.
8 июня 1947 года, после создания Апостольской делегатуры Индонезии, декретом Cum per decretum Священной Конгрегации Пропаганды Веры Апостольская делегатура в Австралии изменила своё название в пользу Апостольская делегатура в Австралии, Новой Зеландии и Океании.
1 ноября 1968 года, с созданием Апостольской делегатуры Новой Зеландии и Тихого океана, Апостольская делегатура в Австралии, Новой Зеландии и Океании взяла новое название Апостольская делегатура в Австралии и Папуа — Новой Гвинеи, в связи с бреве Cum opportunum Папы Павла VI.
Апостольская нунциатура в Австралии была учреждена 5 марта 1973 года бреве Quoniam Universae Папы Павла VI.

## Апостольские нунции в Австралии

### Апостольские делегаты
- Бонавентура Черретти — (5 октября 1914 — 6 мая 1917 — назначен секретарём Священной Конгрегации по чрезвычайным церковным делам);
- Бартоломео Каттанео — (19 мая 1917 — 1933);
- Филиппо Бернардини — (13 марта 1933 — 10 октября 1935 — назначен апостольским нунцием в Швейцарии);
- Джованни Панико — (15 октября 1935 — 28 сентября 1948 — назначен апостольским нунцием в Перу);
- Паоло Марелла — (27 октября 1948 — 15 апреля 1953 — назначен апостольским нунцием во Франции);
- Ромоло Карбони — (28 сентября 1953 — 2 сентября 1959 — назначен апостольским нунцием в Перу);
- Максимильен де Фюрстенберг — (21 ноября 1959 — 28 апреля 1962 — назначен апостольским нунцием в Португалии);
- Доменико Энричи — (1 октября 1962 — 26 апреля 1969 — назначен апостольским нунцием в Великобритании);
- Джино Паро — (5 мая 1969 — 5 марта 1973).

### Апостольские нунции
- Джино Паро — (5 марта 1973 года — 1978);
- Луиджи Барбарито — (10 июня 1978 — 21 января 1986 — назначен апостольским про-нунцием в Великобритании);
- Франко Брамбилла — (22 февраля 1986 — 3 декабря 1998);
- Франческо Каналини — (3 декабря 1998 — 8 сентября 2004 — назначен апостольским нунцием в Лихтенштейне и Швейцарии)
- Амброзе Баттиста Де Паоли —  (18 декабря 2004 — 10 октября 2007);
- Джузеппе Ладзаротто — (22 декабря 2007 — 18 августа 2012 — назначен апостольским нунцием в Израиле и апостольским делегатом в Иерусалиме и Палестине);
- Пол Ричард Галлахер — (11 декабря 2012 — 8 ноября 2014 — назначен Секретарём по отношениям с государствами Государственного секретариата Святого Престола);
- Адольфо Тито Ильяна — (17 февраля 2015 — 3 июня 2021 — назначен апостольским нунцием в Израиле, Кипре и апостольским делегатом в Иерусалиме и Палестине);
- Чарльз Дэниэл Бэлво — (17 января 2022 — по настоящее время).